# Dźjotirlinga

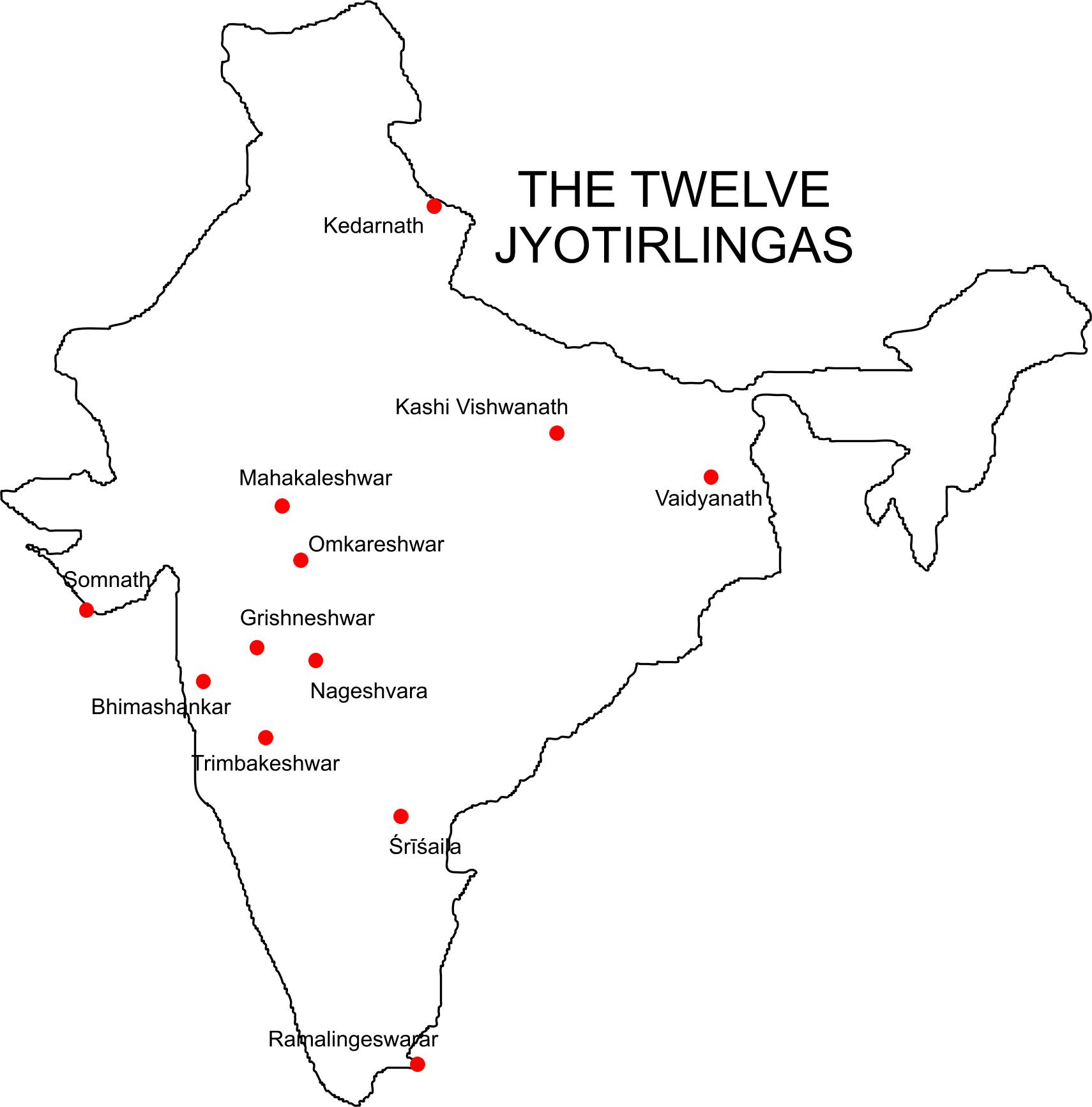
Lokalizacja

Dźjotirlinga (dewanagari: ज्योतिर्लिंग) – dwanaście miejsc w Indiach, w których według tradycji zamanifestował się bóg Śiwa w formie świetlistego słupa (lingamu). Stanowią one ważne centra pielgrzymek dla wyznawców śiwaizmu. Są to następujące obiekty:
- Somanatham
- Mallikarjunam
- Mahakalam
- Omkareshwaram
- Kedarnatham
- Bhimashankaram
- Visveshwaram
- Tryambakam
- Baidyanatham
- Nageswaram
- Rameswaram
- Ghusmeswaram[1]